# Dortoir de jeunes filles
Pour plus de détails, voir Fiche technique et Distribution.
Dortoir de jeunes filles (Girls' Dormitory) est un film américain en noir et blanc réalisé par Irving Cummings, sorti en 1936.
Un remake sera tourné en 1941 : A Very Young Lady.

## Synopsis
En Europe, vers 1936. Dans un pensionnat chic pour adolescentes, Marie, une étudiante, et Anna, une enseignante, sont toutes deux secrètement éprises de Herr Dominick, le directeur de l'école. Un scandale quand une lettre innocente et rêveuse que Marie a écrite à son amour secret (non signée) est trouvée dans une poubelle par un professeur austère.
Marie pourra-t-elle obtenir son diplôme ? Le directeur de l'école se rendra-t-il compte qu'il aime Marie ou Anna ?

## Fiche technique
- Titre français : Dortoir de jeunes filles
- Titre original : Girls' Dormitory
- Réalisation : Irving Cummings
- Scénario : Gene Markey (en)
  - d'après la pièce de théâtre de Érettségi de Ladislas Fodor (1934)
- Direction artistique : Hans Peters
- Décors : Thomas Little
- Costumes : Gwen Wakeling
- Photographie : Merritt B. Gerstad
- Montage : Jack Murray
- Musique : David Buttolph et Charles Maxwell
- Producteur : Darryl F. Zanuck
- Société de production et de distribution : 20th Century Fox
- Pays de production :  États-Unis
- Langue originale : anglais américain
- Format : noir et blanc — 35 mm — 1,37:1 — son : mono (Western Electric Noiseless Recording)
- Genre : drame romantique
- Durée : 66 minutes
- Dates de sortie :
  - États-Unis : 8 août 1936
  - France : 18 septembre 1936

## Distribution
- Herbert Marshall : le docteur Stephen Dominik
- Ruth Chatterton : la professeure Anna Mathe
- Simone Simon : Marie Claudel
- Constance Collier : la professeure Augusta Wimmer
- J. Edward Bromberg : Dr Spindler
- Dixie Dunbar (en) : Luisa
- John Qualen : Toni
- Shirley Deane (en) : Fritzi
- Tyrone Power : le comte Vallais, le cousin de Marie
- Frank Reicher : Dr Hoffenreich
- George Hassell : Dr Wilfinger
- Lynne Berkeley : Dora
- June Storey : Greta
- Christian Rub : Forester
- Rita Gould : professeur Emma Kern
- Lillian West : la professeure Josephine Penz
- Symona Boniface : la professeure Clotilde Federa